# Рейтары

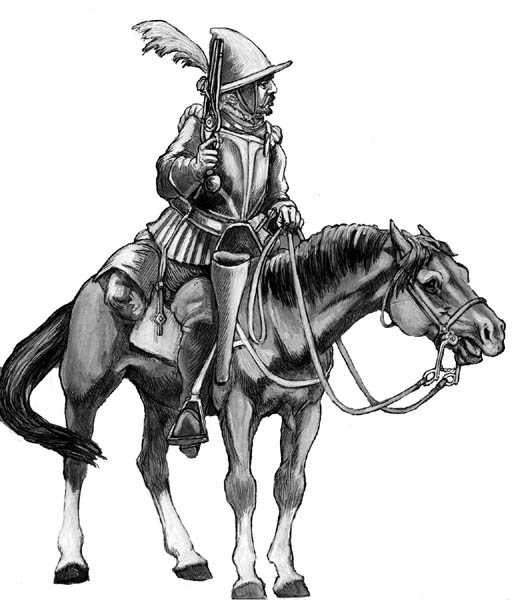
Данцигский рейтар (XVI в.)

Ре́йтары (нем. Reiter — «всадник», сокращение  от  нем. Deutsch gerustete Reite —  «немецкие бронированные всадники» или нем. Deutschen Reiter —  «немецкие всадники») — немецкое название кирасир (лат. cursarius —  «наездник»).

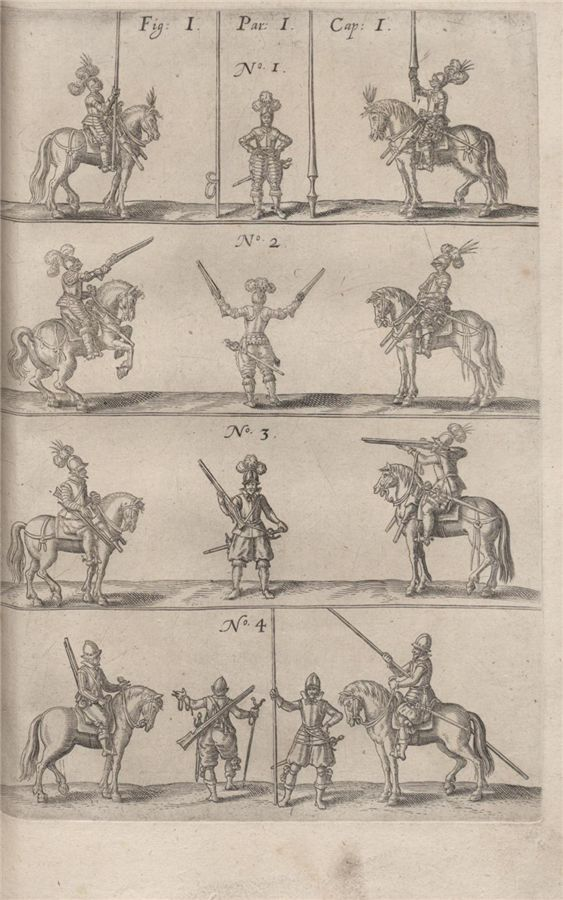
Рисунок из «Kriegskunst zu Pferdt», Иоганна Якоби Валльгаузен, (1616 г.) № 1. Французские рейтары c тяжёлым и лёгким копьём; № 2. Немецкие рейтары-пистольеры с пистолетами; № 3. Конные аркебузиры; № 4. Конные солдаты (мушкетёры и пикинёры).

Изначально вид лёгкой (вспомогательной) кавалерии, залпами из пистолетов (или карабинов) расстраивающих шеренги пехоты перед атакой пехоты всадниками-лансерами. По мере господства на поле боя огнестрельного оружия становились тяжёлой (ударной) кавалерией.
Изначально термин употреблялся к наёмной кавалерии, но в последующем стал применяться к регулярной, пока не был вытеснен термином "кирасир".
В отношении регулярной кавалерии в разных странах под термином рейтар понимали совершенно разных по вооружению и снаряжению всадников. Например французских рейтар очень легко спутать с жандармами (жандармами к этому времени являлись отдельными элитными ротами), в основу тактики которых лежал таранный удар лёгким или тяжёлым копьём. В своём трактате 1616 года «Искусство боя на коне» («Kriegskunst zu Pferdt») Иоганн Якоби Валльгаузен даёт описание имеющихся видов кавалерии. Под № 1 он называет французских рейтар-лансеров имеющих пистолеты только как вспомогательное оружие, носящих доспех 3/4 ( küriss).
Немецкие рейтары-пистольеры (№ 2) делали упор на карабины (пистолеты и их длинноствольную разновидность с лёгким прикладом).
Можно назвать их немецкой разновидностью всадников в защите, получивших широкое распространение в Центральной Европе и Русском царстве XVI—XVII веков и существенно повлиявших на дальнейшее развитие кирасир в Западной Европе.
Главное отличие от предшествующих видов кавалерии заключалось в социальном составе бойцов.
Известны так же как «чёрные всадники» (нем. Schwarze Reiter). Являются дальнейшим развитием конных аркебузиров (конных стрелков) и представляли собой облегчённых кирасир из наёмников Южной Германии в годы Шмалькальденской войны, между германскими католиками и протестантами. Представляли собой дешёвую альтернативу кавалерии смешанных конных штандартов из ланциров («копейщик» нем. Lanzierer— аналог поздних жандармов), кирасир и карабинеров. Непосредственно повлияли на коренное изменение тактики тяжёлой  кавалерии.
Своё прозвище «низкорослые лошади» первые рейтары получили из-за своих более лёгких и вёртких коней, которые позволяли им осуществлять сложные перестроения на поле боя гораздо слаженней, чем это делали предшествующие им кирасиры или конные аркебузиры, что в итоге позволило им привести конный стрелковый бой из вспомогательного вида боя в основной вид боя кавалерии. 

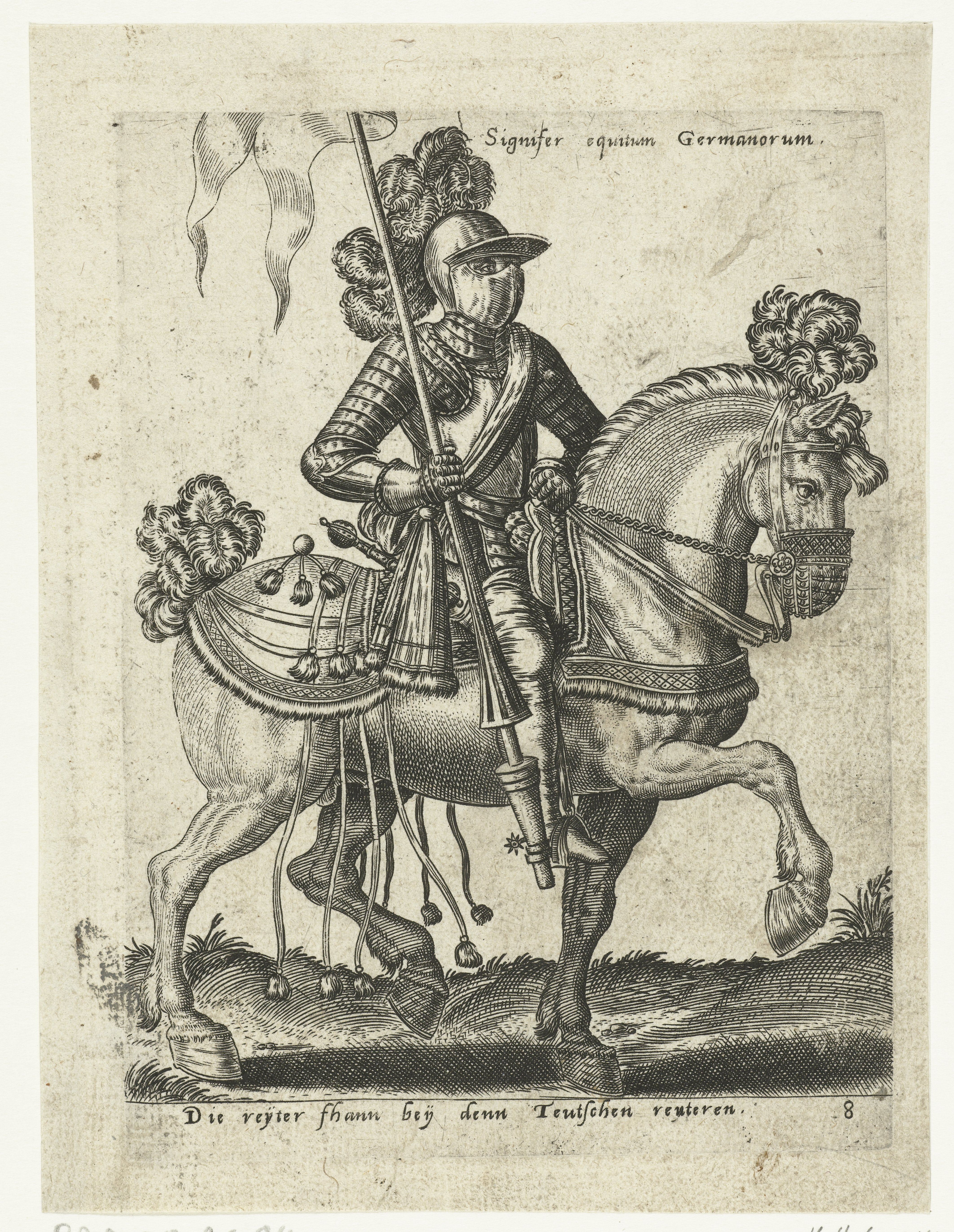
Немецкий рейтар-знаменосец. Гравюра Авраама де Брейна, 1577 г.

В отличие от современных им кирасир, рейтары, так же как конные аркебузиры никогда не применяли пики, а меч у них выступал лишь в качестве запасного оружия. Их арсенал включал несколько тяжёлых крупнокалиберных пистолетов, длина которых могла доходить до метра, что иногда затрудняло с точностью определить к какому виду кавалерии относится всадник — рейтар или конный аркебузир.
Кроме того, если кирасиры, дав залп из пистолетов по пехоте разъезжались в стороны, уступая место для ланциров («копейщиков») или расстроив её ряды, немедленно врубались в неё сами, то рейтары предпочитали методично расстреливать пехоту, пока она не побежит. В отличие от драгун, рейтары не спешивались, а стреляли прямо с коня. В отличие от более поздних карабинеров, тоже стрелявших с коня, рейтары были одеты в доспехи, аналогичные кирасирским.
Благодаря своим успехам на поле боя получили широкое распространение в Европе, где в ряде стран образовали самостоятельный вид кавалерии, а в ряде других, например во Франции, послужили облегчению кирасир и назывались кирасирами. Все три вида кавалерии  —  кирасиры, рейтары или карабинеры очень тесно связаны и подчас отличались друг от друга только названием.
С начала XVII века стали постепенно вытесняться более лёгкими кирасирами, которые к этому времени из защитного снаряжения корпуса имели только кирасу или не имели защиты вовсе и по сути являлись линейной кавалерией.
Нередко рейтарами называли французских лансеров (последних жандармов), а кирасирами называли немецких рейтар вооружённых пистолетами или их длинноствольной версии с прикладом  — карабинами которые возили на панталере или в кобуре как пистолеты. Оба термина на немецком и французском языках имеют одинаковое значение и могли применяться в зависимости от сложившейся традиции в той или иной армии мира. А также от распространённости латыни как религиозного и научного языка в стране —  не забываем, что название рейтары возникло в эпоху начала религиозных войн в Европе.

## Происхождение названия «чёрные рейтары»
Термин рейтар присутствует только в странах, тяготеющих к немецкой терминологии, среди которых находится и Россия, а вот в странах Западной Европы термин особо не применялся и «немецкие всадники» переводили буквально, обозначая кирасир немецкого образца и уже после доводя своих кирасир к тем же возможностям.
Название «чёрные всадники» связано с цветом доспехов имперских немецких всадников. По мере успехов применения первых облегчённых кирасир императора Священной Римской Империи Карла V  появился их аналог со стороны Шмалькальденского союза и протестанты стали называть имперских рейтар  «папскими  всадниками», которые для облегчения идентификации на поле боя стали красить свои доспехи в чёрный цвет, после чего к имперским рейтарам добавилось ещё одно прозвище: «чёрные всадники» («чёрные рейтары»). Причём последнее настолько сильно стало ассоциироваться с имперцами, что  «чёрные» (нем. schwarz) стало у немецких протестантов прозвищем для католиков — нем. schwarz («чёрные»). В письменных источниках они впервые упоминаются в 1552 году в письме австрийского полководца Лазаруса фон Швенди, который называет их «чёрными рейтарами». После окончания Шмалькальденской войны «чёрные всадники» стали служить не только католическим правителям, и изначальная связь рейтаров с католичеством была постепенно забыта.

## Тактика
Тактика первых рейтаров, появившихся в годы Шмалькальденской войны, изначально не слишком отличалась от тактики традиционной рыцарской кавалерии: в её основе был таранный удар копьём. Рейтары отличались от прочих кавалерийских формирований лишь дисциплиной. Однако к концу войны рейтары стали всё чаще вооружаться пистолетами и уже в начале 50-х годов XVI века окончательно отказались от кавалерийского копья. Количество пистолетов у одного рейтара стало достигать от трёх до пяти (к примеру, кирасиры обычно носили одну пару пистолетов), а поскольку пистолеты были недёшевы, возникла традиция снабжать рейтара при поступлении на службу подъёмными, состоящими из двух выплат — нем. Laufgeld и нем. Aufreisegeld.

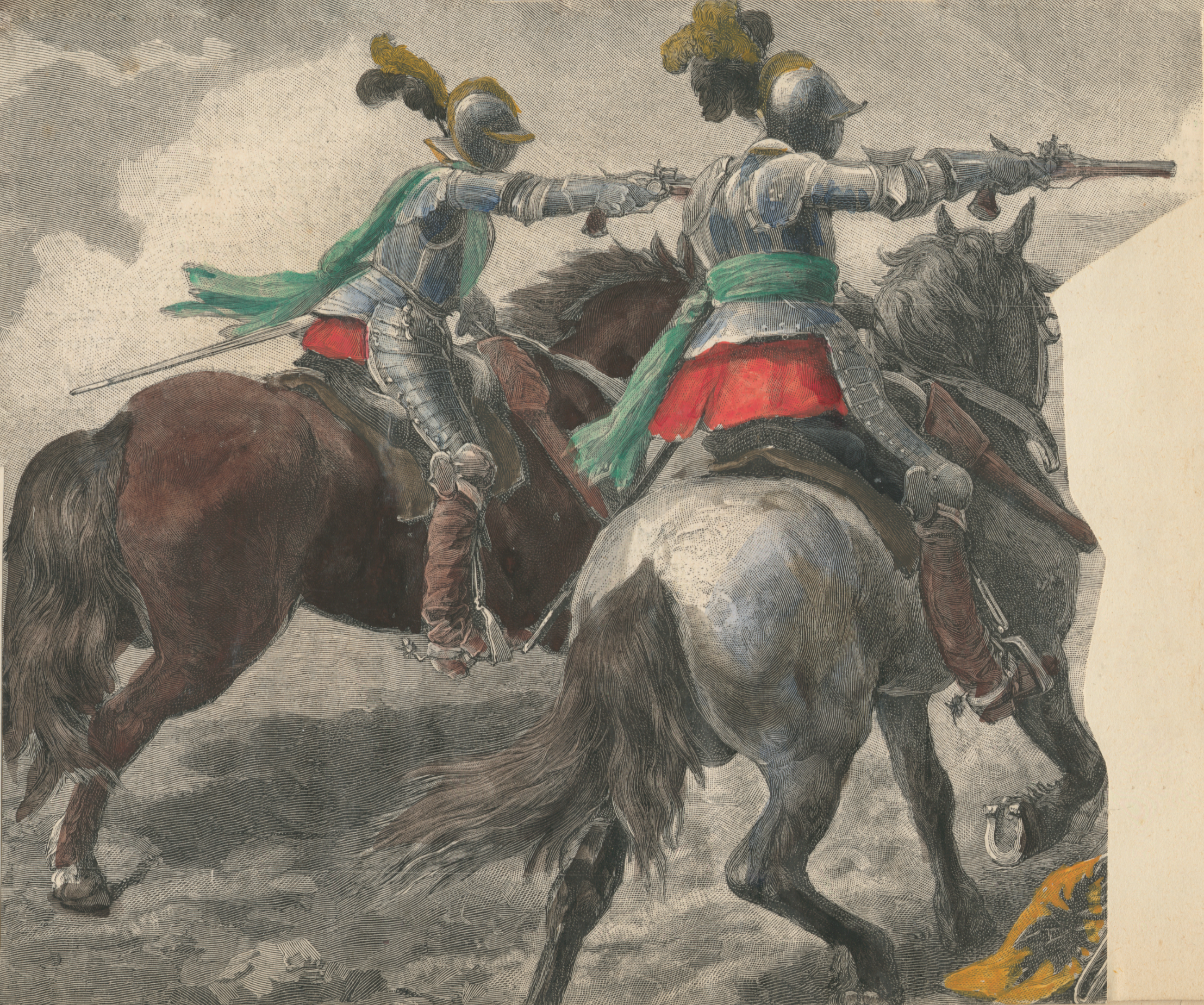
Кирасиры графа Паппенгейма

Поскольку их противники обычно тоже были в доспехах, залп из огнестрельного оружия рейтары старались произвести в упор. Для сближения с противником обычно применялась рысь, но при благоприятных условиях мог использоваться и лёгкий галоп, если рельеф местности и уровень дисциплины позволяли сохранить строй. Так как огнестрельное оружие той эпохи перезаряжалось медленно, в качестве основной тактики использовалось популярное в то время и среди пехоты караколе, при котором первый ряд солдат, произведя залп, немедленно разворачивался и отходил назад, становясь за последним рядом, для перезарядки, в то время как второй ряд, ставший первым, производил новый залп. Обычно построение рейтаров для караколе имело ширину примерно в 20 всадников и глубину примерно в 10—15 рядов. Как правило, первый ряд всадников после залпа делился на две группы, одна из которых скакала влево-назад, а другая — вправо-назад.
При кажущейся простоте этой тактики она требовала высокой дисциплины как для своевременной смены рядов, так и просто для обеспечения дружного залпа, который требовался для максимально «убойного» эффекта. Нередко современная рейтарам кавалерия XVI—XVII веков просто не справлялась ни с тем, ни с другим: особенно часто случалось так, что второй ряд начинал стрельбу, не дождавшись ухода первого ряда, причём вместо одновременного залпа порой велась беспорядочная стрельба (вплоть до того, что задние ряды стреляли просто в воздух). Иногда доходило до того, что первый ряд, развернувшись, не становился позади последнего ряда для перезарядки оружия, а продолжал скакать прочь от противника, да и прочие ряды, вместо того, чтобы сменять друг друга, нередко следовали за первым. И только «чёрные всадники» прославились регулярным успешным применением этой тактики.
| |
| Немецкая гравюра начала XVII века, поясняющая принципы использования огнестрельного оружия рейтарами в бою |

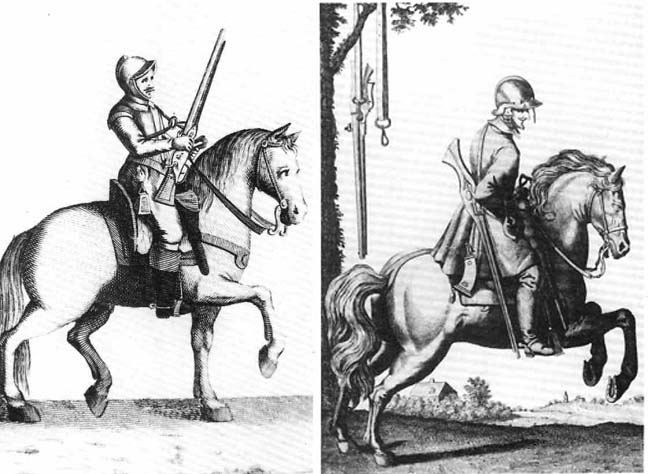
Рейтары (XVII в.)

Интересно, что изначально такую тактику часто применяли и кирасиры, тоже имевшие по паре пистолетов в качестве вспомогательного вооружения. Но в ходе Тридцатилетней войны кирасиры постепенно от неё отказались, так как она мешала немедленному вступлению в ближний бой. При атаке во фланг или в тыл вступление в перестрелку вместо начала ближнего боя приводило к потере эффекта неожиданности, давая пехоте время подготовиться к кавалерийской атаке.
К середине XVII века, после Тридцатилетней войны, сложилась следующая тактика применения рейтаров. Рейтарский эскадрон представлял собой тактическую единицу и формировался из разного числа рот одного полка: чаще всего — из двух, в шведской армии — из трёх—четырёх. Средняя численность эскадрона составляла 150—200 человек. По мнению австрийского полководца Раймунда Монтекукколи, бо́льшая численность эскадрона была неудобна для управления. Обычно применялось построение в три шеренги. Для свободного исполнения сложных внутренних перестроений существовал так называемый «разомкнутый порядок», когда между лошадьми в шеренге было 3 фута («шаг»), а в ряду — длина лошади. В бою рейтары становились тесно, колено к колену, с расстоянием в 1,5—3 фута между шеренгами — в «сомкнутый порядок». Двинувшись в атаку, лошади сначала шли лёгким шагом, что позволяло сэкономить их силы и повышало точность стрельбы, затем переходили на рысь, а приблизившись к противнику — на галоп.
В советской историографии срыв атаки в караколе было принято относить не только к кирасирам, но и к рейтарам, с логично выведенным заключением о том, что из-за ущербности этой тактики кирасиры от неё отказались. Однако при этом часто не объяснялось, почему рейтары не только сохранили огнестрельное оружие в качестве основного, но и стали популярным в Европе родом войск.
Рейтарская тактика была вполне успешной в ситуации, когда типичный пехотинец был вооружён холодным оружием (пикой, мечом), а число мушкетёров (аркебузиров) в армии было относительно невелико. Однако когда мушкеты стали более широко использоваться пехотинцами, рейтары уже не могли расстреливать вражескую пехоту безнаказанно. Мушкет имел бо́льшую дальность выстрела, нежели пистолет, а точность стрельбы из положения стоя с двух рук выше, чем при стрельбе на скаку с одной руки. Рейтары стали нести всё бо́льшие потери. С другой стороны, увеличение числа мушкетёров среди пехотинцев означало сокращение числа пикинёров. Пехота стала более уязвима перед быстрой конной атакой с использованием холодного оружия (то есть, перед типичной кирасирской тактикой). Вследствие этих причин рейтары постепенно сошли со сцены, и роль тяжёлой кавалерии стали выполнять исключительно кирасиры.

## Вооружение и доспех

### Вооружение
На заре своего появления, в годы Шмалькальденской войны, рейтары часто использовали кавалерийское копьё, более лёгкое, чем классическое рыцарское копьё — лэнс, но более тяжёлое, чем кавалерийская пика XIX века. Такое копьё получило в Англии прозвище «полукопьё» (англ. demi-lance, дэми-лэнс). Однако к концу войны его использование практически прекратилось, роль основного оружия перешла к пистолетам.

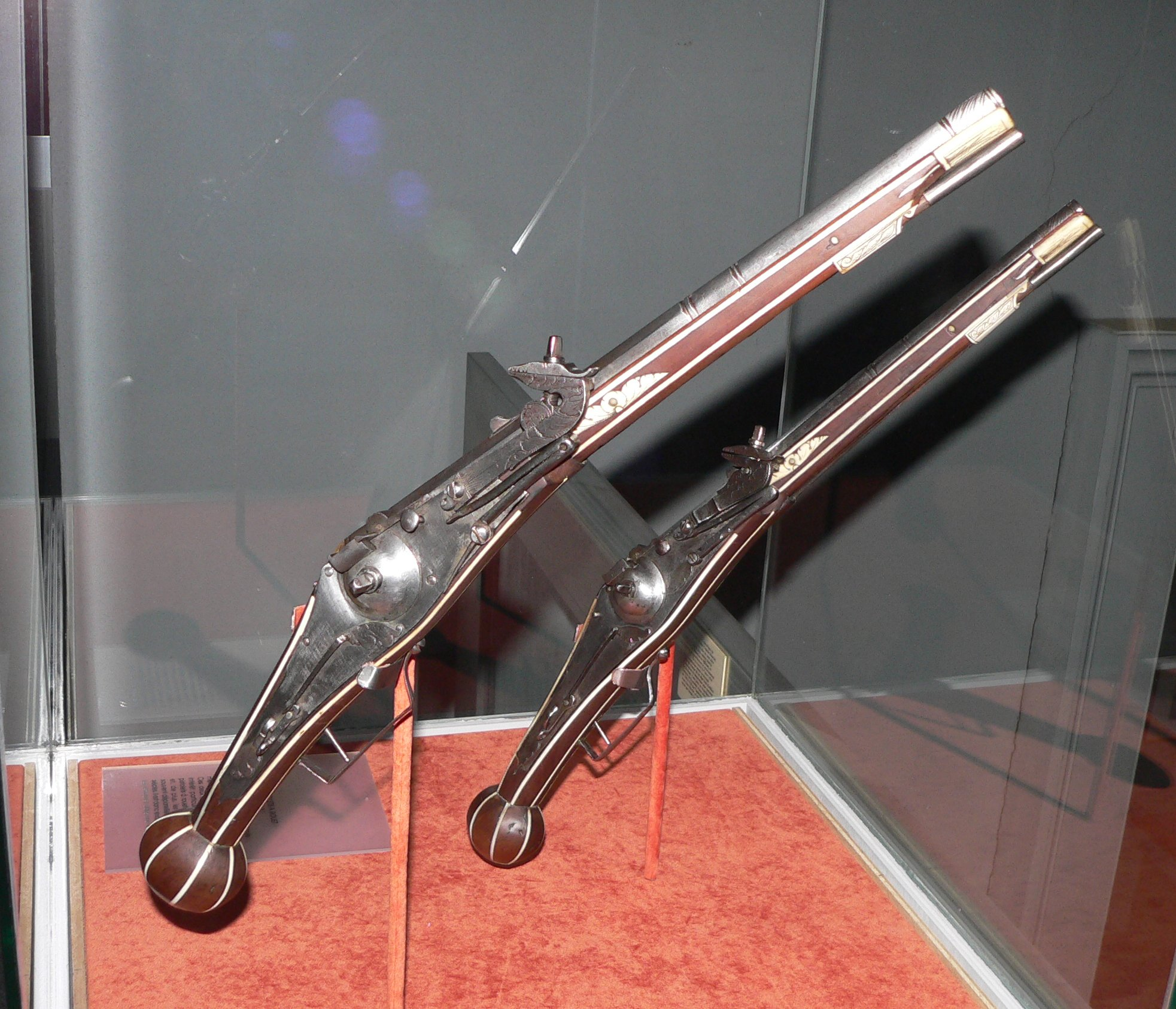
Reitpistole в сравнении с обычным пистолетом

Поскольку кавалерийский (или дословно — «рейтарский») пистолет (нем. reitpistole) предназначался для стрельбы по противнику, облачённому в доспехи, он отличался от «гражданских» пистолетов большей мощью, а его длина порой достигала трёх футов (~90 см). Количество пистолетов обычно равнялось трём — два из них носились на виду, а третий — либо за пазухой, либо в голенище сапога. При этом среди рейтаров нередко встречались всадники, носившие не три, а четыре и даже пять пистолетов. Дополнительные пистолеты обычно пристёгивались с кобурой к седлу. Согласно традиционной версии, ввиду большого веса пистолета в критический момент боя рейтары часто брали его за ствол и пользовались им как дубинкой, для чего конец рукояти пистолета обычно заканчивался так называемым нем. afterkugel — тяжёлым шарообразным навершием, которое до Тридцатилетней войны было огромным, но в ходе неё заметно уменьшилось, хотя и осталось окованным железом. Впрочем, современный исследователь Клод Блэр выражает сомнение, что пистолеты того времени использовались как дубинки. По его мнению, конструкция пистолетов была слишком хрупка для нанесения сильных ударов, а шаровидное навершие чаще служило для удобства выхватывания из кобуры (подобное навершие также часто имели образцы клинкового оружия для конных войск по крайней мере с XII века).
Обычно пистолет был однозарядным, но имелись также и многозарядные, доступные в основном офицерам, среди которых были наиболее популярны так называемые нем. Doppelfaustrohre (сокращённо нем. Doppelfauster), отличавшиеся простотой и надёжностью конструкции. В отличие от других двуствольных пистолетов, у нем. Doppelfaustrohre замки и казённые части стволов располагались не рядом, а были максимально удалены друг от друга, так что, делая первый выстрел, можно было не опасаться, что случайно воспламенится второй заряд пороха, вызывая второй выстрел. Гораздо реже встречались многоствольные пистолеты, а с конца XVI века и примитивные револьверы с колесцовым замком и вручную поворачиваемым барабаном, но ни те, ни другие не пользовались популярностью у рейтаров, так как были недостаточно надёжны в использовании. Имелся и другой вариант, отличавшийся крайней ненадёжностью: в пистолетах этой системы (по принципу действия похожих на изобретённый в начале XXI века fire-storm) в один и тот же ствол заряжалось несколько зарядов пороха и пуль, разделённых пыжами, а к каждому заряду пороха с пулей шёл отдельный колесцовый замок. В результате стрелку приходилось быть крайне внимательным не только при зарядке, тщательно отмеряя порох и надёжно забивая пыжи, но и при стрельбе, вручную приводя в действие колесцовые замки в единственно верной последовательности — от дула к казённику, так как ошибка могла обернуться разрывом ствола или казённика. Естественно, пистолеты этой системы явно не годились для горячки боя. Так что среди многозарядных пистолетов по практичности не имелось равных «Doppelfauster».
|                                |                                                         | |
| нем. Doppelfauster (~1570 год) | Шестизарядный револьвер с колесцовым замком (~1590 год) | Трёхзарядный пистолет: все три заряда заряжаются в один ствол, к каждому заряду идёт свой колесцовый замок, которые для стрельбы должны приводиться в действие в единственно верной последовательности — от дула к казённику (~1570 год) |

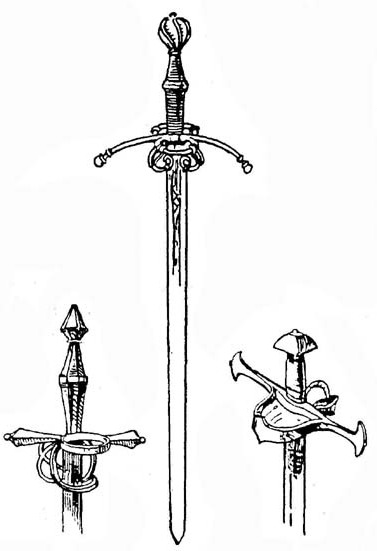
Гибрид меча и шпаги, особо популярный у рейтаров, под названием reitschwert; мечи слева и в центре по классификации Оукшотта являются полуторными мечами в баварском стиле

В качестве дополнительного оружия рейтары обычно носили нем. reitschwert (дословно — «меч всадника» или «меч рейтара»), представлявший собой нечто среднее между лёгким длинным мечом и тяжёлой шпагой — шпажная гарда в сочетании с длинным клинком, лёгким и узким по сравнению с мечом, тяжёлым и широким по сравнению со шпагой. нем. Reitschwert являлся поистине универсальным холодным оружием, одинаково хорошо годящимся как для рубки на полном скаку, так и для точных колющих ударов в сочленения и щели доспеха. Способность нанести точный и сильный колющий удар в наиболее уязвимое место была особенно важна при столкновении с тяжёлой кавалерией противника, облачённой в тяжёлые латы. В то же время не столь хорошо одоспешенные пехотинцы, включая и тех, кто был одет в дешёвые латы (отличавшиеся от дорогих как низким качеством, так и покрытием меньшей площади тела), имели достаточно мест, уязвимых для рубящих ударов рейтарского меча. Таким образом, универсальность оружия позволяла рейтарам избежать ношения двух «узкоспециализированных» клинков — сабли для рубящих ударов и кончара для уколов (такое «двойное» вооружение использовали, например, польские гусары).
В качестве холодного оружия рейтары также могли использовать полуторный меч и эсток. Полуторный меч (нем. Anderthalbhänderschwert) представлял собой нечто среднее между одно- и двуручным мечами — относительно длинный тяжёлый клинок, оснащавшийся сложной шпажной гардой согласно традициям того времени. Эсток был длинным и гранёным; он предназначался для силового пробивания лат и нередко также оснащался сложной гардой. Его немецкое название (нем. panzerstecher — «протыкатель панциря») достаточно точно описывает его предназначение. И тот, и другой меч в конном бою держали одной рукой, а в пешем часто подхватывали второй рукой для усиления удара. Полуторный меч с той же целью оснащался удлинённой рукоятью характерной формы, а эсток мог иметь как длинную, так и короткую рукоять; в последнем случае его подхватывали второй рукой за лишённый заточки клинок. Интересно, что некоторые мечи, классифицируемые по гарде одними экспертами как нем. reitschwert или рапиры, другими по рукояти классифицируются как полуторные мечи (например, некоторые мечи, описанные у Венделина Бёхайма как нем. reitschwert, по классификации Эварта Оукшотта являются баварскими полуторными мечами).

### Доспех

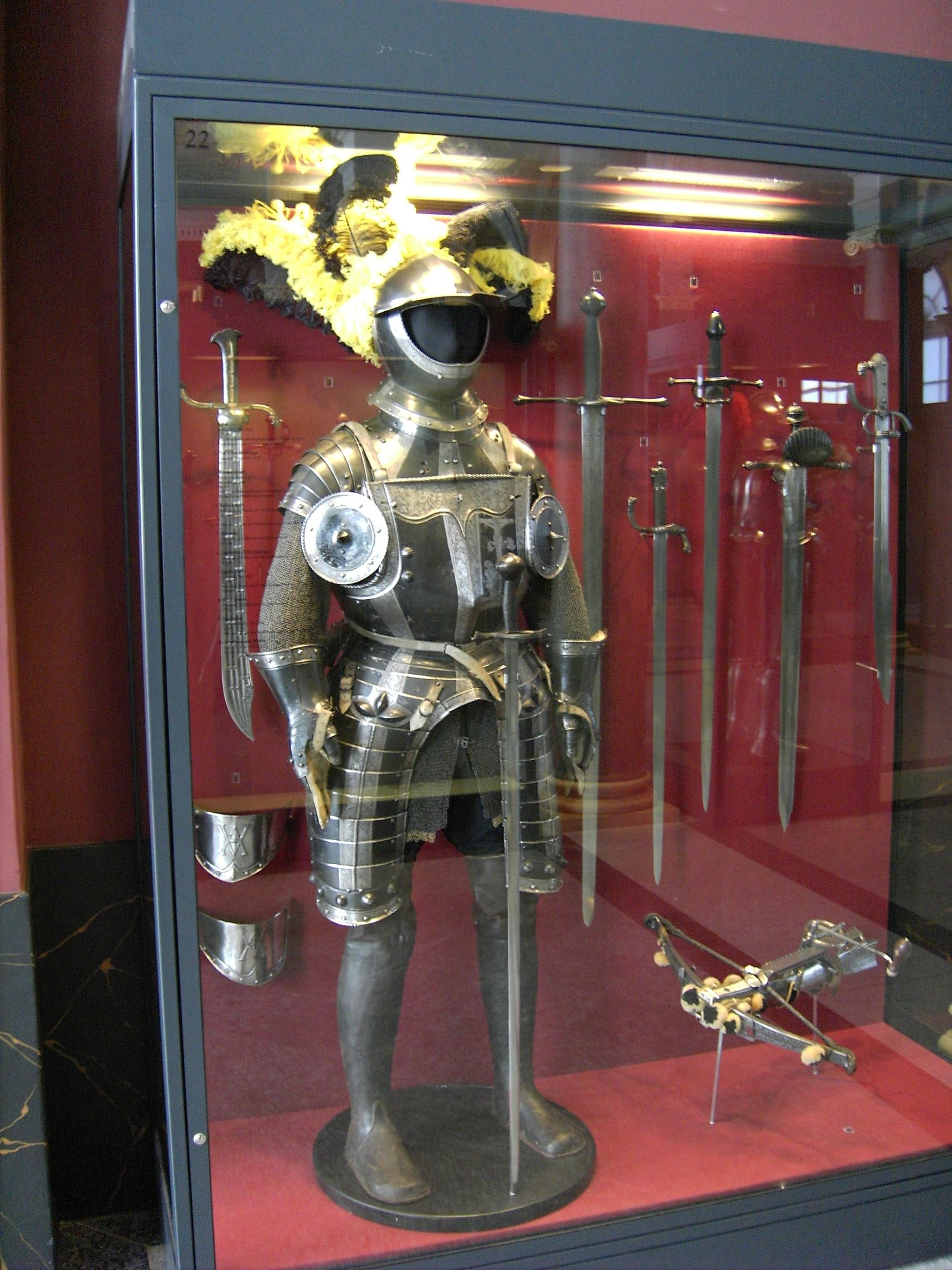
Доспех «чёрных всадников»
(вариант с Sturmhaube)
не отличается по конструкции от дешёвых кирасирских и дорогих ландскнехтских доспехов

Рейтарский доспех по своей конструкции был идентичен доспехам небогатых кирасиров или состоящих на «двойном» жаловании ландскнехтов. Каких-либо особых конструкций доспехов «для ландскнехтов», «для кирасиров», «для рейтаров» и так далее не существовало. В войсках Центральной Европы XVI — начала XVII веков существовали лишь полный рыцарский доспех, который носили в то время лишь высшая аристократия и жандармы французского короля, и неполный доспех, использовавшийся всеми прочими, включая рейтаров. Снаряжение приобреталось наёмниками за свой счёт, в результате чего разница между кирасирскими и ландскнехтскими доспехами часто определялась лишь тем, кто какие предметы вооружения мог купить. К примеру, если обычный ландскнехт часто ограничивался открытым шлемом и кирасой с наплечниками и набедренниками, то кирасир (как правило, являвшийся дворянином) мог себе позволить приобрести закрытый шлем с забралом, двойную кирасу (то есть, с плакартом поверх нагрудника), полную защиту рук, длинные набедренники с наколенниками и пару крепких сапог, усиленных стальными пластинами, — что и составляло различие между типичными ландскнехтским и кирасирским доспехами. Сходство между ландскнехтским и кирасирским доспехами появлялось, если дворянин был обедневший, а ландскнехт — на «двойном» жаловании. Рейтары были гораздо более обеспеченными по сравнению с пехотинцами, но так как их основное оружие — колесцовые пистолеты — стоило очень дорого (в пехоте пистолеты были по карману лишь офицерам), им приходилось экономить на доспехах. В отличие от кирасиров, для рейтаров было предпочтительнее иметь хорошие дорогие пистолеты и недорогой доспех.
Типичный рейтарский доспех состоял из кирасы с сегментными набедренниками, обычно до колен, латной защиты рук, латного ожерелья и шлема. Латная защита рук могла быть полной или ограничиваться сегментными наплечниками до локтей и латными перчатками, которые могли дополняться налокотниками. Помимо налокотников, могли иметься и наколенники, которые обычно пристёгивались к набедренникам. Что касается шлема, то поначалу был популярен бургиньот с козырьком и нащёчниками, носивший название «штурмового шлема» — нем. Sturmhaube. Обычно лицо было открыто, но при желании (если позволяли средства) рейтар мог купить шлем со складным наподбородником, закрывавшим лицо подобно забралу, но не сверху вниз, а снизу вверх. Сугубо кирасирский вариант бургиньота — с настоящим забралом, откидывающимся вверх, — не пользовался у рейтаров популярностью. Впоследствии нем. Sturmhaube уступил у рейтаров (а также аркебузиров) место мориону, а затем и капелине, которые были более удобны для стрельбы. Поскольку рейтар сидел в седле и, как правило, в бою не спешивался, то пах был хорошо прикрыт седлом и лошадью, в результате чего гульфик был практически не нужен, хотя его могли носить в парадных целях (чтобы подчеркнуть мужественность его обладателя, гульфик часто имел гротескно большой размер).
Что касается чёрного цвета доспехов, то он встречался не только у «чёрных всадников» и использовался главным образом по сугубо практическим причинам — с одной стороны, рядовой наёмник, не имея личного слуги, следил за снаряжением самостоятельно, и потому покрытый краской доспех был для него предпочтительней неокрашенного, а с другой — кузнецы, делавшие доспехи, часто сами пользовались краской, чтобы скрыть дефекты дешёвого доспеха. Как правило, дорогие доспехи полировались, а в случае необходимости придания им чёрного цвета не красились, а воронились. Кроме того, дешёвый доспех обычно весил около 12 кг, в то время как дорогой пуленепробиваемый доспех конца XVI века мог весить все 30 кг (пуленепробиваемый доспех начала того же XVI века весил около 20 кг и покрывал всё тело).

## Рейтары в России

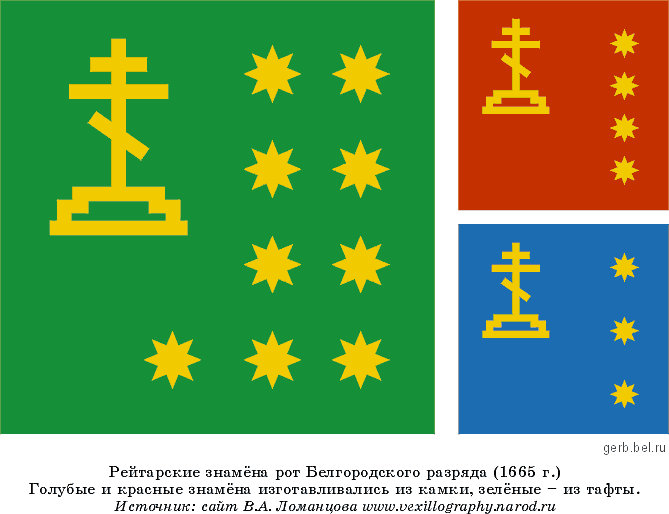
Рейтарские знамёна рот Белгородского разряда 1665 г.

В России рейтары принадлежали к полкам «Нового строя».
Первый рейтарский полк был сформирован указом царя Михаила Фёдоровича от 10 июня 1632 года. Его командиром стал французский гугенот подполковник Шарль Самуил Дэберт, которому 13 июня 1632 года царским указом было присвоено звание полковника. Согласно представленному Дэбертом штатному расписанию, полк должен был насчитывать 2000 человек личного состава в 12 ротах по 167 рядовых. В штате полка находились: полковник, подполковник, майор, 9 ротмистров, 12 поручиков, 12 прапорщиков, 12 ротных квартирмейстеров, 36 бригадиров, 24 подпрапорщика, полковой квартирмейстер, вагенмейстер — начальник обоза, полковой судья, полковой писарь, полковой лекарь с товарищами, 4 полковых и 11 ротных трубачей, полковой профос с товарищами, полковой седельный мастер и кузнец. В процессе формирования полка штатное расписание дополнилось должностью подмайора или «ожиданта».
В сентябре 1632 года в состав полка, для сопровождения и огневой поддержки, была добавлена драгунская рота, а штатная численность полка увеличена до 2400 человек в 14 ротах. Наличие в рейтарских полках драгунских рот в будущем стало общей практикой для рейтаров русской армии XVII века. В июне 1633 года к полку были прикомандированы два самопальных (оружейных) мастера, два станочника и 6 кузнецов-подковщиков из Стрелецкого приказа и два замочных мастера из Оружейного приказа. После войны полк был расформирован.
Вновь рейтарский полк был создан в 1649 году под командованием Исаак ван Бокховена (Фанбуковена), на этот раз он сыграл большую роль в становлении полков нового строя в России и стал школой для нового поколения командиров регулярной российской кавалерии Опыт организации и боевого применения первых полков, состоявших из 2000 человек, в будущем привёл к сокращению численности и определению стандарта в 1000 человек личного состава в рейтарском полку. К концу столетия число таких полков возросло до двадцати пяти.
В 1651 году царём Алексеем Михайловичем был учреждён Рейтарский приказ. В 1650-х годах, после столкновений с превосходными рейтарами шведского короля, в русской армии была увеличена численность рейтаров. В рейтарский строй переводились дворянские сотни. Шведский опыт оказался особенно полезен из-за сходства в качествах русской и шведской конницы: лошади русских детей боярских, как и скандинавские лошади шведов, проигрывали чистокровным турецким коням польской «гусарии», зато государство имело возможность в избытке снабдить своих рейтаров огнестрельным оружием, а их полки — подготовленным офицерским составом. Большое внимание уделялось боевым качествам рейтаров. Царь Алексей Михайлович писал:
… накрепко приказывай, … полуполковником и началным людем рейтарским и рейтаром, чтобы отнюдь никоторой началной, ни рейтар, прежде полковничья указу и ево самово стрелбы карабинной и пистонной, нихто по неприятеле не палил. А полковники бы, за помощию Божиею, стояли смело, и то есть за помощию Его Святою. Да им же, начяльным, надобно крепко тое меру, в какову близость до себя и до полку своего неприятеля допустя, запалить, а не так, что полковник или началные со своими ротами по неприятелю пропалят, а неприятели в них влипают, и то стояние и знатье худое и неприбылно… Добро бы, за помощию Божиею, после паления рейтарского или пешего строя, неприятельския лошади побежали и поворачивались… И ружья в паленье держали твёрдо и стреляли они же по людям и по лошадем, а не по аеру.
 Новосформированные рейтары сразу выделились среди русской конницы выучкой и снаряжением, привлекая к себе внимание иноземцев: «Конница щеголяла множеством чистокровных лошадей и хорошим вооружением. Ратные люди отчётливо исполняли все движения, в точности соблюдая ряды и необходимые размеры шага и поворота. Когда заходило правое крыло, левое стояло на месте в полном порядке, и наоборот. Со стороны эта стройная масса воинов представляла прекрасное зрелище», — писал польский хронист Веспасиан Коховский в 1660 году.
Сохранилось штатное расписание рейтарского полка, сделанное самим Алексеем Михайловичем. Согласно расписанию, полк делился на три «шквадроны» под командованием полковника, полуполковника и майора:
1. «Полковникова» — 4 роты рейтаров (300 чел.) и 4 роты «драгунов» (320 чел.)
2. «Полуполковая» — 3 роты рейтаров (220 чел.) и 2 роты «драгунов» (160 чел.)
3. «у маеора» — 3 роты рейтаров (220 чел.) и 2 роты «драгунов» (160 чел.)

Всего: 10 рот рейтаров (740 чел.) и 8 рот «драгунов» (640 чел.)
Русские рейтары были очень дорогим для казны видом конницы: до 35 000 рублей в год тратились только на жалование одного полка, кроме того, полк снабжался за казённый счёт оружием, знамёнами и лошадьми.
С формированием регулярной русской армии Пётр Великий начал перевод всей кавалерии в драгунские полки, но рейтарские полки успели принять участие в Великой северной войне. Это были полки Ивана Кокошкина, Михаила Франка и Фёдора Ушакова «из рейтар, копейщиков, гусар и служилых людей сотенной и полковой службы Новгородского разряда». Они сражались в Ингерманландии, у Печерского монастыря и на Ижоре.
В 1701 году эти полки переформировали в драгунские. Последним командиром сводного рейтарского полка был стольник и полковник Яков Челищев. В 1701 году этот полк действовал против шведов в районе Псково-Печерского монастыря, а затем и он был переформирован в драгунский.
Последний рейтарский полк майора Ивана Поздеева, находившийся на гарнизонной службе в Киеве, был расформирован в 1719 году. Последняя рейтарская шквадрона, укомплектованная рославльской шляхтой, продолжала нести службу до царствования Екатерины II.